# DjVuReader
DjVuReader (DjVu Reader) — программа, предназначенная для просмотра файлов в формате DjVu. Программа поддерживает два языка: русский и английский. Два языка включено в её поддержку, так как она написана русскоговорящими разработчиками.

## Возможности программы
Поддержка просмотра как в однооконном, так и в двухоконном режимах.
Широкая настройка яркости и контрастности изображения дает возможность подобрать оптимальное для глаз пользователя положение, при котором будет удобно и комфортно читать с экрана компьютера. Реализована полная индексация не только страниц, но и содержания.
Программа DjVuReader поддерживает копирование в буфер обмена как текста, так и изображения.
В программе DjVuReader появилась возможность открывать все вкладки в одном окне — не нужно держать в трее множество копий программ. Данная поддержка реализована так же, как и в современных браузерах, которые уже давно поддерживают данную функцию.

## Программная часть
Программная часть продукта DjVuReader начинается с того, что данный проект был полностью написан в среде разработки Borland C++ Builder 6. Как заверяют разработчики, они писали программу для себя, так как файлы в формате DjVu удобны в хранении, их никто никогда не взламывает, и места они занимают немного. При написании программы за основу была взята другая программа, которая базировалась на операционной системе Linux, а именно — DjVuLibre 3.5.12, из которой был взят исходный код, распространяющийся бесплатно. После этого была построена DLL модель под VC-7 и уже написана программа для устройств под управлением операционной системы Windows.
С помощью программы DjVuReader любой пользователь может внедрить в файл с расширением DjVu собственное содержание, другими словами, разбить его как удобно. Однако данное дерево нельзя будет увидеть в аналогичных программах, которые позволяют просматривать файлы в формате DjVu.